# کارلوس کالدرون (بازیکن فوتبال اهل مکزیک)
کارلوس کالدرون (اسپانیایی: Carlos Calderón‎; ۲ اکتبر ۱۹۳۴ – ۱۵ سپتامبر ۲۰۱۲) بازیکن فوتبال اهل مکزیک بود.
وی همچنین در تیم ملی فوتبال مکزیک بازی کرده‌است.